# فشار الميكرويف

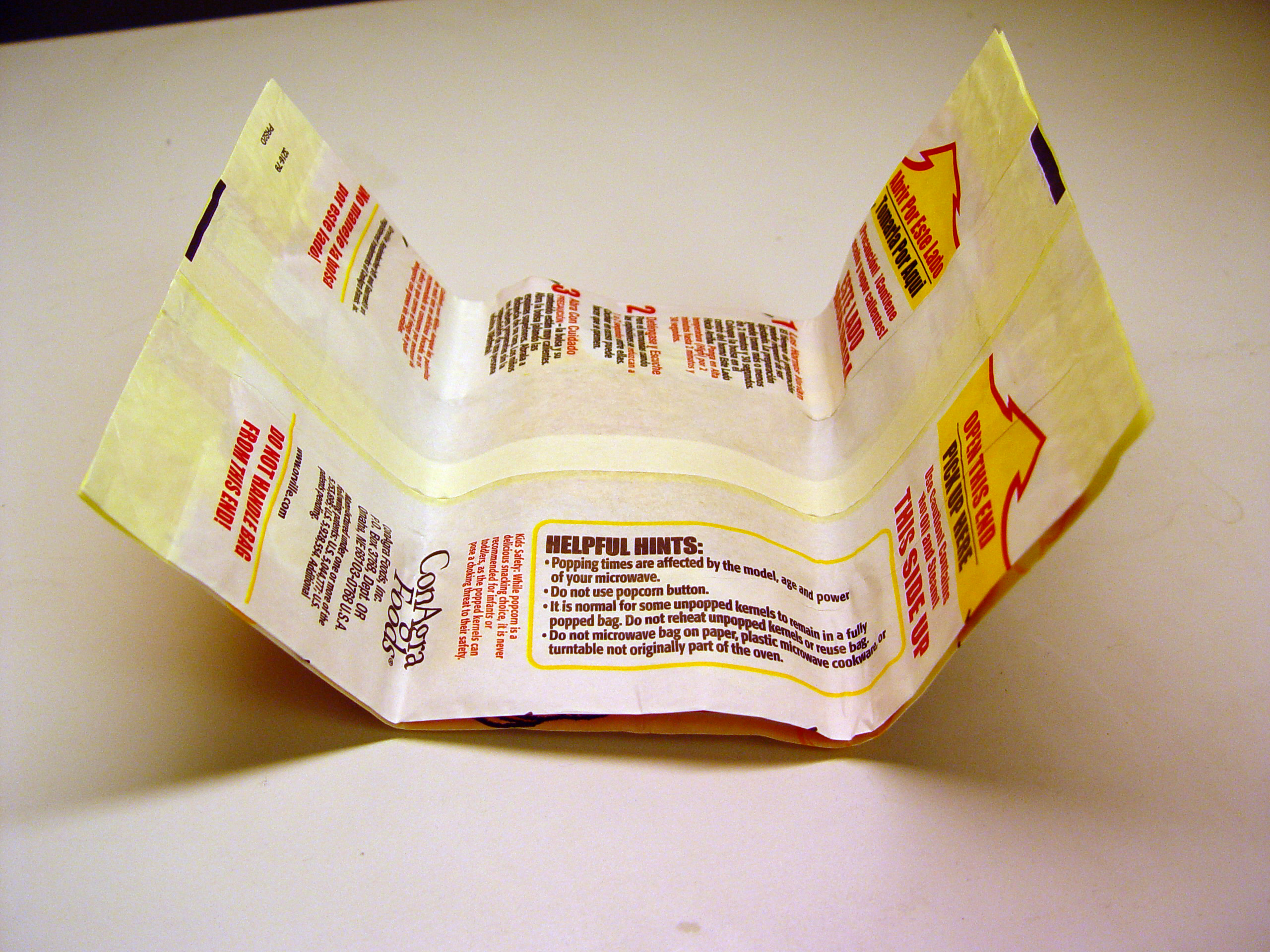
كيس فشار الميكرويف

الفشار المحضر في الميكروويف (أو فشار الميكروويف) هو طعام جاهز يتكون من الفشار غير المنفوخ في كيس ورقي محكم الغلق ومخصص للتسخين في فرن الميكروويف ومفرغ من الهواء لكي يضعه المستهلك في جهاز الميكرويف لتسخينه ويصبح جاهزًا للأكل بعدها.
تحتوي الأكياس عادةً (بالإضافة إلى الذرة المجففة) على زيت طهي بكمية كافية من الدهون المشبعة لتتصلب في درجة حرارة الغرفة، وتوابل واحدة أو أكثر (غالبًا الملح)، ونكهات طبيعية (الملح والفلفل الأسود، الجبن، الزبدة والكراميل) أو صناعية أو كليهما.

## قضايا تتعلق بالسلامة
العناية بـ التصميم الخاص بتعبئة المنتج هو أمر ضروري لسلامة الغذاء.
واحدة من تلك القضايا المتعلقة بـسلامة الغذاء هي أن المدة المحددة لـ تاريخ الصلاحية المكتوبة على الغلاف لا يمكن تطبيقها على مختلف أجهزة الميكرويف، ففي حالة أنك حددت الوقت على جهاز الميكرويف الخاص بك ورحلت ثم عدت مجددًا بعد إصدار الجهاز لصوت الإنذار قد يتسبب في احتراق الفشار ونشوب أدخنة كثيفة، ولهذا فإن مصنعي «فشار الميكرويف» يقترحون أن يبقى الشخص الذي بالقرب من الفرن أثناء طهي الفشار للملاحظة أثناء طهيه وأن يقوم بإخراجها من الفرن حين يبدأ الوقت بين صدور «فرقعة الفشار» بالتباعد عدة ثوان فقط.

### المخاطر البيئية

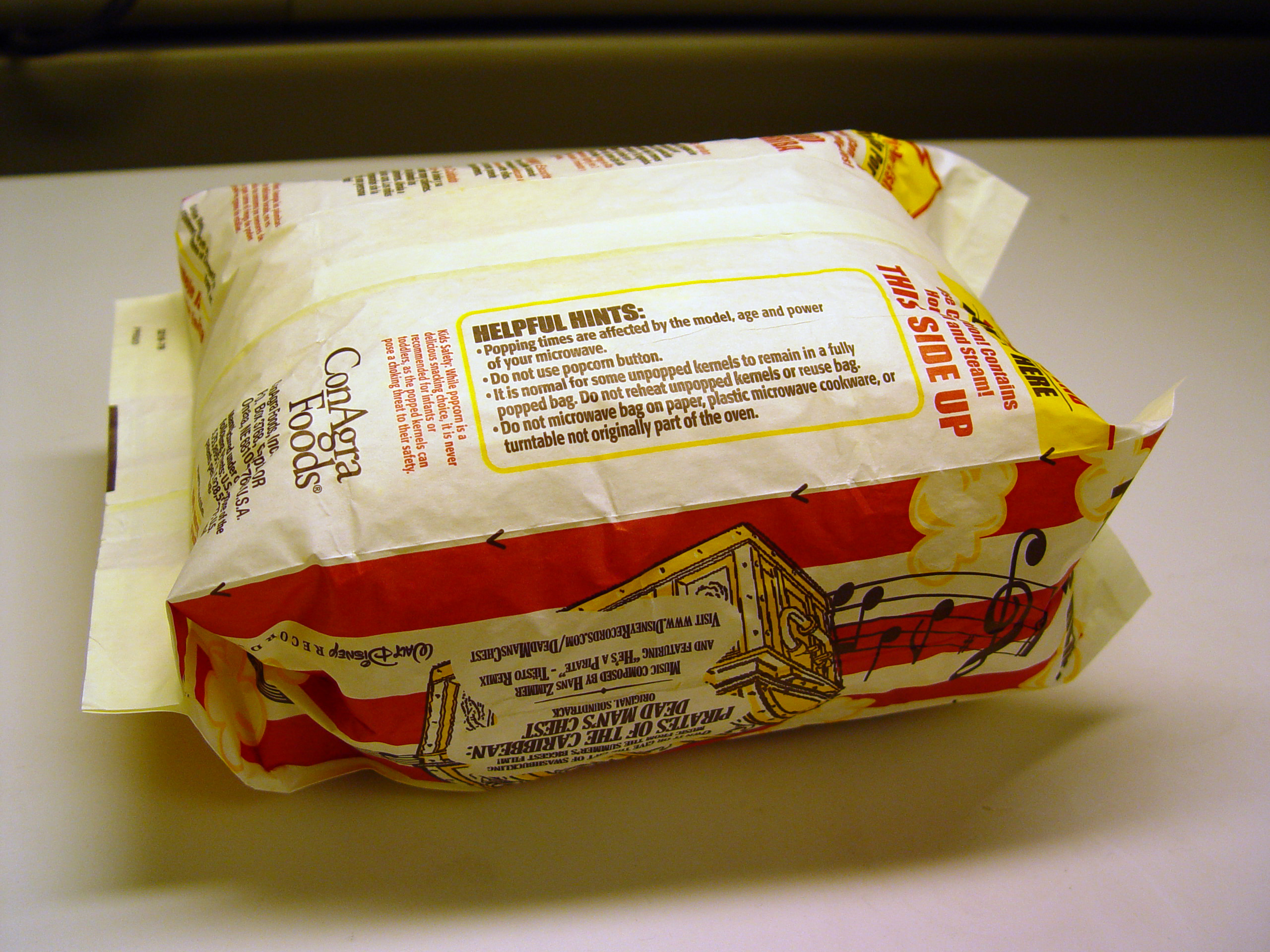
كيس تعبئة "فشار الميكروويف"

ازداد الاهتمام فيما يتعلق بكيس التعبئة الخاص بـ «فشار الميكرويف» في السنوات الأخيرة لما تعكس من نفايات قد تشكل أضرار وآثار سلبية على البيئة. وقد بينت إحدى الدراسات أن الأكياس الخاصة بتغليف الأطعمة تشكل ما يقرب من ثلثي كمية نفايات أكياس التغليف  والتعبئة ، بالإضافة إلى ذلك فقد تسبب مواد الطلاء المستخدمة على أكياس تغليف «فشار الميكروويف» اثارا سلبية على البيئة، كما كشف الباحثون وجود كيماويات سامة في تلك الأكياس مثل المركبات المشبعة بعنصر الفلور وسلائفها المحتملة.
وتعد مركبات الفلور من المواد الدائمة بيئيا والمتراكمة احيائيا ولها عواقب وخيمة، ومن ضمن تلك المركبات حمض البيرفلوروكتانزلفونيك وحمض البيرفلوروكتايك و واللذان تم الإقرار بأنهما مواد سامة. إن سلائف أحماض الكربوكسيل الفلزية قد أثبتت ساميتها أكثر حتى من الأحماض نفسها ليس هذ فقط بل أنه بسبب خاصية التنقل التي تتمتع بها أحماض البيرفلوروكتايك فقد تم الكشف عن وجودها في الماء والتربة والهواء وبين الحيوانات البرية، و لكى يتم الحد من الاثار الضارة لتلك الأحماض الفلزية فقد طور الناس عدة وسائل علاجية لكى يتم انتزاع الأحماض الضارة من المحاليل المائية.  

## روابط خارجية
- Kettle corn
- List of popcorn brands
- Popcorn maker